# Latin Discotheque
Albums de Eddie Cano
Cha Cha Cha Con Cano Eddie Cano at P.J.'s
Latin Discotheque est un album d'Eddie Cano enregistré en 1959 et sorti chez Sears Records. Il a fait l'objet de rééditions sous différents titres.

## Titres
• Face A (14:53)
1. Medley 1 [Canta Karabali Cha Cha • Lunita Nueva Cha Cha • Candice Cha Cha • Ombo Cha Cha • Salud, Dinero y Aloy Cha Cha • Piel Canala Cha Cha] (A1) - 8:10  ∫ de Edward B. Marks Music Company[1]
2. Medley 2 [Mama Inez Cha Cha • Negra Consentida Cha Cha • En Vano te Espero Cha cha • Cuando Yo Bailo Asi Cha Cha • Tru-cu-tu Cha Cha • Amor y Mas amor Cha Cha • El Suenito Cha Cha • Batiri Cha Cha ] (A2) - 6:43 ∫  de Edward B. Marks Music Company

• Face B (14:18)
1. Medley 3 [Manhattan Cha Cha • Yo Te Lo Dije Cha Cha • Rico Rica Cha Cha • Amapola Cha Cha • Senior Juan Cha Cha • Cha Cha No 5 • Pan Con Queso Cha cha • Teresa Cha Cha] (B1) - 7:56 ∫ de Edward B. Marks Music Company
2. Medley 4 [Take Your Time Cha Cha • Cha Cha Chando • El Limpiabotas Cha Cha • TV Cha Cha • Ella, Ella Cha Cha • Cuba Cha Cha • La Santiaguera Cha Cha • Acere Cha Cha] (B2) - 6:22  ∫ de Edward B. Marks Music Company

NB : Edward B. Marks Music Company est le détenteur gestionnaire des droits de chaque chanson enregistrée. Pour trouver l'auteur, faire une recherche avec le titre souhaité.